# Вечерд (Сибињ)
Вечерд (рум. Vecerd) насеље је у Румунији у округу Сибињ у општини Баргиш. Oпштина се налази на надморској висини од 438 m.

## Историја
Према државном шематизму православног клира Угарске 1846. године у месту "Вечерд" живи 161 породица, а парох је поп Јован Поповић.

## Становништво
Према подацима из 2002. године у насељу је живело 133 становника.

### Попис2002.
| Расподела становништва по националности 2002.‍ | Расподела становништва по националности 2002.‍ | Расподела становништва по националности 2002.‍ | Расподела становништва по националности 2002.‍ | Расподела становништва по националности 2002.‍ |
| --------------------------------------------- | --------------------------------------------- | --------------------------------------------- | --------------------------------------------- | --------------------------------------------- |
|                                               |                                               |                                               |                                               |                                               |
| Румуни                                        | Румуни                                        |                                               | 123                                           | 92,5%                                         |
| Роми                                          | Роми                                          |                                               | 10                                            | 7,5%                                          |